# 最不受喜欢的YouTube视频列表

《YouTube 2018年年度回顾》是YouTube上迄今最不受喜欢的视频。该视频自2018年12月6日上传以来，已收到2000万以上个不喜欢。

《YouTube 2018年年度回顾》在上传一周后超越《宝贝》音乐录影带而成为最不受喜欢的视频。

最不受喜欢的YouTube视频列表（英語：List of most-disliked YouTube videos）包含了YouTube有史以来最不受喜欢的视频中的前20名，这些排名来自YouTube榜单。 2010年，YouTube在视频播放页上部署了喜欢和不喜欢按钮，作为网站主要设计的一部分。这个修改用以取代之前的五星评分系统，这是由于五星评分系统中很少有用户选择“两星”和“四星”，因此没有实际效果。在本列表中的20个视频裡，有4个也出现在觀看次數最多的YouTube影片列表内；同时也有3个出现在最受喜欢的YouTube视频列表中。截至2020年12月，YouTube官方频道有2个视频位列其中。
2018年12月13日，《YouTube 2018年年度回顾：人人掌控回顾》以1500万个不喜欢而正式超越贾斯汀·比伯的《宝贝》音乐录影带成为视频分享平台上最不受喜欢的视频；《宝贝》音乐录影带曾列入《吉尼斯世界纪录大全》上的互联网和YouTube上最不受欢迎的视频。截至2019年12月13日，《YouTube 2018年年度回顾》与《宝贝》音乐录影带相比，仍然多出600万个不喜欢。
2011年3月，瑞贝卡·布莱克的《星期五》音乐录影带以超过120万个不喜欢取代拥有110万个不喜欢的《宝贝》音乐录影带而成为最不受喜欢的视频。在2011年6月视频下架之前，布莱克的《星期五》累积了超过300万个不喜欢。不过，这个视频在三个月又得到恢复并再未被删除过。
分析YouTube上不受喜欢的视频内容也具有政治和学术价值。2012年美国总统大选共和党初选期间，由于候选人里克·佩里遭遇直接的负面评价，他的竞选广告《坚强》五天内在YouTube上收到了超过60万个不喜欢。《乡声报》的迈克·巴特尔（Mike Barthel）将这个现象称为不要以同样的标准判断网上的政治内容和娱乐内容的一个原因，他认为“只有人们觉得他们的福祉受到直接和明显的威胁时，人们才会更关心政治而不是娱乐。”
虽然音乐类视频构成了最不受喜欢视频中的大部分内容，但2016年公映的电影《魔鬼剋星》所上传的预告片以超过100万个不喜欢成为YouTube上最不受喜欢的电影预告片。一些影评人认为这种激烈的反对会导致电影剧组的共同努力变得毫无意义。与最不受喜欢的电影预告片一同在2016年出现的还有最不受喜欢的电子游戏预告片——《使命召唤：无限战争》，该预告片得到了超过300万个不喜欢。在上传两周后，该视频成为YouTube最不受喜欢的视频第二名。YouTuber PewDiePie曾特别要求他的观众对他的视频投“不喜欢”票，以此来争取最不受喜欢视频的前五名。
2021年11月10日，Youtube宣布隱藏影片的不喜歡數據，以保護創作者免受騷擾攻擊，然而該政策讓包含創始人賈德·卡林姆與創作者在內的不少使用者感到倒讚表達被剝奪而不滿。

## 榜单内容
下表列举了YouTube上最不受喜欢的前20个影片，以及它们的不喜欢数、创作者、不喜欢比例和发布日期。
| 排名 | 影片名稱                                                        | 影片名稱中譯                       | 上傳者/表演者              | 不喜歡數（萬） | 不喜歡數的比例 | 上傳日期       | 備註  |
| ---- | --------------------------------------------------------------- | ---------------------------------- | -------------------------- | -------------- | -------------- | -------------- | ----- |
| 1.   | YouTube Rewind 2018: Everyone Controls Rewind                   | YouTube年度回顧2018：人人掌控回顧  | YouTube                    | 2,035          | 86.88%         | 2018年12月7日  | [ b ] |
| 2.   | Baby Shark Dance                                                | 鯊魚寶寶                           | 碰碰狐                     | 1,464          | 31.59%         | 2016年6月18日  |       |
| 3.   | Baby                                                            | 寶貝                               | 賈斯汀·比伯、盧達克里斯    | 1,243          | 38.77%         | 2010年2月19日  | [ c ] |
| 4.   | Johnny Johny Yes Papa 👶 THE BEST Song for Children             | 強尼強尼是的爸爸：給孩子最好的歌曲 | LooLoo Kids                | 1,164          | 40.59%         | 2016年10月8日  |       |
| 5.   | YouTube Rewind 2019: For the Record                             | YouTube年度回顧2019：為了記錄      | YouTube                    | 956            | 73.26%         | 2019年12月6日  |       |
| 6.   | Bath Song                                                       | 洗澡歌                             | Cocomelon - Nursery Rhymes | 865            | 41.71%         | 2018年5月2日   |       |
| 7.   | Учим цвета-Разноцветные яйца на ферме Miroshka Tv               | 學習顏色：農場裡的彩蛋             | Мирошка ТВ                 | 840            | 39.71%         | 2018年2月27日  |       |
| 8.   | लकड़ी की काठी                                                        | 木頭馬鞍                           | Jingle Toons               | 711            | 42.84%         | 2018年6月14日  |       |
| 9.   | Can this video get 1 million dislikes?                          | 這支影片能獲得一百萬個不喜歡嗎？   | Pewdiepie                  | 586            | 93.88%         | 2016年12月25日 |       |
| 10.  | Flores                                                          | 花朵                               | Vitão                      | 553            | 69.3%          | 2020年6月12日  |       |
| 11.  | It's Everyday Bro                                               | 每一天，兄弟                       | 傑克·保羅、十號團隊        | 544            | 63.55%         | 2017年5月31日  |       |
| 12.  | Despacito                                                       | 慢慢來                             | 路易斯·馮西、洋基老爹      | 519            | 10.03%         | 2017年1月13日  |       |
| 13.  | Dame Tu Cosita                                                  | 給我你的小東西                     | El Chombo、Cutty Ranks     | 509            | 25.59%         | 2018年4月6日   |       |
| 14.  | Maшa и Meдведь (Masha and The Bear) - Maшa плюс каша (17 Cepия) | 瑪莎與熊第17集：瑪莎與麥片粥       | Get Movies                 | 426            | 35.58%         | 2012年1月31日  |       |
| 15.  | Friday                                                          | 星期五                             | 瑞貝卡·布萊克              | 400            | 74.56%         | 2011年9月17日  |       |
| 16.  | Official Call of Duty®: Infinite Warfare Reveal Trailer         | 決勝時刻：無盡戰爭官方預告         | 決勝時刻                   | 396            | 85.97%         | 2016年5月2日   |       |
| 17.  | Yes Yes Vegetables Song                                         | 是的是的蔬菜歌                     | Cocomelon - Nursery Rhymes | 392            | 39.5%          | 2018年8月10日  |       |
| 18.  | Exploring Shillong                                              | 探索西隆                           | Mr. Faisu                  | 382            | 86.35%         | 2020年5月14日  |       |
| 19.  | How it is ( wap bap ... )                                       | 就是如此                           | 碧安卡·海因妮可            | 331            | 84.57%         | 2017年5月5日   |       |
| 20.  |                                                                 |                                    |                            |                |                | 年月日         |       |

## 榜首变迁
| 视频名                                   | 上传者        | 上传日期      | 榜首时期       | 榜首时期       | 持续 天数 |
| 视频名                                   | 上传者        | 上传日期      | 开始日期       | 结束日期       | 持续 天数 |
| ---------------------------------------- | ------------- | ------------- | -------------- | -------------- | --------- |
| 《》                                     |               | 2007年10月3日 | 2010年3月31日  | 2010年8月21日  | 143       |
| 《宝贝》                                 | 贾斯汀·比伯   | 2010年2月19日 | 2010年8月21日  | 2011年3月29日  | 220       |
| 《星期五》                               | 瑞贝卡·布莱克 | 2011年2月10日 | 2011年3月29日  | 2011年6月16日  | 79        |
| 《宝贝》                                 | 贾斯汀·比伯   | 2010年2月19日 | 2011年6月16日  | 2018年12月13日 | 2,737     |
| 《YouTube 2018年年度回顾：人人掌控回顾》 | YouTube聚光灯 | 2018年12月6日 | 2018年12月13日 | 不適用         | 2,438     |
| 统计数据截至2025-08-16                   |               |               |                |                |           |

最不受喜欢视频榜首变迁時間線（2010年3月－2021年6月）

### 脚注
1. ↑  由于YouTube在某些国家或地区有区域限制，某些视频可能无法在全球范围内播放。
2. ↑  成为最不受喜欢视频仅花费了6天10小时。
3. ↑  《宝贝》在2011年度继续保持着最不受喜欢视频榜首的位置，直到当年3月，才被由瑞贝卡·布莱克所演唱的《星期五》超过。当时《宝贝》的不喜欢次数是117万次，而《星期五》则超过120万次。但随后《星期五》在2011年6月被删除，榜首的位置继续由《宝贝》保留至2018年。